# 科茲卡河
科茲卡河（烏克蘭語：Козка），是烏克蘭的河流，位於該國中北部，屬於伊爾平河的左支流，發源自布利斯塔維察，流經盧布揚卡和基輔州，河口處在科扎羅維奇以南，河道全長23公里。